# Виранатакусума V
Раден Адипати Ария Мухарам Виранатакусума (индон. Raden Adipati Aria Muharam Wiranatakusumah), более известный как Мухарам Виранатакусума (индон. Muharam Wiranatakusumah) или Виранатакусума V (индон. Raden Adipati Aria Muharam Wiranatakusumah; род. 28 ноября 1888 года, Бандунг — ум. 22 января 1965 года, Джакарта) — индонезийский государственный деятель. Министр внутренних дел Индонезии (1945), президент Государства Пасундан (1948—1950).

## Биография
Виранатакусума V родился 28 ноября 1888 года в Бандунг, в то время входившем в состав Голландской Ост-Индии (ныне — провинция Западная Ява, Индонезия. Происходит из знатного рода Виранатакусума, представители которого с середины XVIII века были регентами Бандунга. Отец Мухарама, Виранатакусума IV скончался, когда сыну было 5 лет. В возрасте 9 лет Мухарам Виранатакусума поступил в голландскую начальную школу для европейцев (индон. Europeesche Lagere School), затем проучился три года в школе гражданских служащих для коренного населения (индон. Opleidingsschool voor Inlandse Ambtenaren). В 1904 году поступил, по рекомендации Христиана Снука Гюрхронье, в гимназию имени короля Виллема III в Батавии (c 1988 года в этом здании располагалась Национальная библиотека Индонезии), окончив её в 1910 году. За время учёбы овладел, под руководством Гюрхронье, французским, немецким и английским языками.
После окончания гимназии Виранатакусума начал работать клерком в Танджунгсари, округ Сумеданг. В 1911 году он был переведён в Чибадак, округ Сукабуми, затем стал главой одного из районов округа Тасикмалая. В 1912 году, в возрасте 24 лет, назначен регентом Чианджура, став одним из самых молодых регентов в Голландской Ост-Индии. Хорошо зарекомендовал себя на этом посту, и в 1920 году стал, как и его предки, регентом округа Бандунг. Проработав на этом посту один год, был избран в Фольксраад от Sedio Moelio, ассоциации регентов Голландской Ост-Индии. В 1935 году вновь стал регентом Бандунга, пробыв на этом посту до 1945 года.
Со 2 сентября по 14 ноября 1945 года был министром внутренних дел в кабинете президента Сукарно — первом правительстве независимой Индонезии. С 1948 по 1950 годы был президентом Государства Пасундан — квази-независимого государства, созданного при поддержке нидерландских колонизаторов в ходе Войны за независимости Индонезии. Под его руководством в 1949 году Пасундан вошёл в состав Соединённых Штатов Индонезии в качестве штата, а в 1950 году, после краткосрочного военного конфликта с центральными властями, реинтегрировался в состав восстановленной унитарной Республики Индонезии.
Виранатакусума V скончался 22 января 1965 года в Джакарте.

## Семья
Сын Виранатакусумы V, Виранатакусума VI в 1948-1956 годах также был регентом Бандунга. Кроме того, он занимал пост судьи Верховного суда Индонезии.